# فرناندو روفينو
فرناندو روفينو دي باولو (من مواليد 22 مايو 1985) هو راكب كنو برازيلي من ذوي الاحتياجات الخاصة، مثل البرازيل في الألعاب البارالمبية الصيفية 2020.

## الميدالية الذهبية في طوكيو
مثل روفينو البرازيل في دورة الألعاب البارالمبية الصيفية لعام 2020 في حدث الرجال VL2 وفاز بالميدالية الذهبية.